# Jack Momple
Gerald Cyril Peter „Jack“ Momple (* 29. April 1947 in Durban) ist ein südafrikanischer Jazzmusiker (Schlagzeug).

## Leben und Wirken
Momple begann als Amateurmusiker in Durban in lokalen Popbands, zunächst als Rhythmusgitarrist, bevor er ans Schlagzeug wechselte. 1967 gab er seine Lehre auf und zog nach Kapstadt, wo er zunächst mit den Exotics spielte.
In den 1970er Jahren war Momple neben Robbie Jansen, Basil Coetzee, Chris Schilder und Paul Abrahams Gründungsmitglied der einflussreichen Fusionband Pacific Express; 1976 entstand deren erstes Album Black Fire, dem die Alben On Time und Expressions folgten. In den 1980er Jahren holte ihn Coetzee in seine Band Sabenza, mit der er weitere Alben aufnahm und bei allen Kundgebungen der Zeit in Kapstadt auftrat. Daneben spielte er in Jansens Sons of Table Mountain, mit der drei Alben entstanden. Dann gründete er die Cape Jazz Band, die international auftrat, mehrmals auch in Frankreich, und 2013 das Album Musical Democracy veröffentlichte. Weiterhin wirkte er auf den vier Cape Jazz-Kompilationen mit, die auf dem Label Mountain Record erschienen sind; zuletzt begann er auch, Kompositionen wie „Jakhalsdraai“ zu schreiben.